# Filisur
Filisur é uma comuna da Suíça, no Cantão Grisões, com cerca de 493 habitantes. Estende-se por uma área de 44,58 km², de densidade populacional de 11 hab/km². Confina com as seguintes comunas: Alvaneu, Bergün/Bravuogn, Savognin, Schmitten, Tiefencastel, Tinizong-Rona, Wiesen.
A língua oficial nesta comuna é o Alemão.